# Pec nám spadla
Pec nám spadla je česká lidová píseň. Je to základní součást českého lidového folklóru a slovesnosti. Patří mezi nejznámější česká říkadla, která rozvíjejí komunikační schopnosti malých dětí. V dnešní době je stále populární hlavně mezi dětmi.

## Text
Text má řadu variant 2. sloky, které se liší jak dobově, tak krajově. Ve variantách, kde se vyskytuje verš "dá do toho čtyři rány", se objevuje i v podobě "dá do toho velkou ránu".

### 1. sloka
Pec nám spadla, pec nám spadla,
kdopak nám ji postaví?
Starý pecař není doma
a mladý to neumí.

### 2. sloka
Zavoláme kominíka,
ten má dobré nápady,
strčí štětku do komína
a už je to hotový.
nebo
Zavoláme kominíka,
ten má na to nářadí,
strčí štětku do komína
a už je to hotový.

### Jiná verze druhé sloky
Zavoláme kominíka,
ten má v ruce kladivo,
dá do toho čtyři rány
a hop je to hotovo.

### Alternativní text druhé sloky
Zavoláme na dědečka,
ten má velké kladivo,
ten do toho jednou bouchne
a už je to hotovo.

### Ještě jiná verze druhé sloky
Zavoláme na kováře,
ten má velké kladivo,
ten do toho jednu bouchne,
a už je to hotovo.

### Malohanácká verze druhé sloky
Zavoláme pro zedníka,
ten má dobré nápady,
on do toho jednou kopne
a už je to hotový.

### Domažlice a okolí
Pošleme si pro Bamberu,
ten má velký kladivo,
jestli nám to dobře spraví,
tak mu dáme na pivo.